# シアター!
『シアター!』は、有川浩による、日本の小説シリーズである。2009年に第1巻となる『シアター!』が、アスキー・メディアワークスより発売された。また、有川浩自身が脚本を担当した『もう一つのシアター!』が、Theatre劇団子により2011年1月に舞台化されている。
2013年1月現在、本編2巻および前述した舞台脚本の計3巻が発売中である。第1巻は「メディアワークス文庫」の創刊ラインナップのひとつとして発売された。

## 概要
有川自身の作品である『図書館戦争』がフジテレビ「ノイタミナ」にてアニメーション化された際、登場人物のひとりである「柴崎麻子」役を演じた沢城みゆきと交流をもったことがきっかけとなり執筆された作品である。
『図書館戦争』がアニメ化された2008年当時、沢城は劇団「Theatre劇団子」でも活動をおこなっていた。また、同劇団はひとつの活動目標として「運営の黒字化」を目指しており、その方法について有川が興味を持ち、取材を申し出たことが「シアター!」執筆の原点となっている。主人公である羽田千歳は沢城をモチーフにしており、舞台化の際も沢城は羽田を演じている。

## あらすじ
小劇団「シアターフラッグ」。楽しく演劇に打ち込んでいた劇団メンバーであったが、あるとき転機が訪れる。プロの声優である羽田千歳が、劇団員になりたいと申し出たのである。プロの演者に自らの演劇が届いていたことに感激し、千歳を歓迎する主宰・脚本担当の春川巧であったが、「千歳の参入をきっかけに本格指向を目指す」との巧の宣言は、「楽しく演劇をやりたい」劇団メンバーの離反を招いた。離反した製作担当メンバーは、劇団の製作費、赤字などを自ら立て替えており、劇団を離れるにあたり、巧にその清算を申し出る。その額、300万。
困窮した巧は、兄の司に支援を頼み込むが、「劇団などという儲からないもの、この機会に潰してしまえ」とにべもない。しかし、巧も「自分たちの芝居はプロにも届いていた、もう少しだけでいいから演劇を続けさせてくれ」と食い下がり、司の説得に成功する。無利子で300万を貸し、劇団の経理も監督することにした司。劇団が存続することに喜ぶシアターフラッグの面々だったが、司はさらに条件を突きつけた。
貸した300万を2年で返済すること。返済には、劇団が上げた収益のみを認める。返済しきれないのならば、劇団は即刻解散せよ。
かくして、300万という借金のもと、シアターフラッグの再生と存続に向けた、劇団員たちの奮闘が始まった。

## 登場人物

### シアターフラッグ
春川 司（はるかわ つかさ）
シアターフラッグ黒幕、愛称は「鉄血宰相」。31歳。
シアターフラッグ主宰・巧の兄であり、普段は工務店で勤めている。「2年以内に300万円返せなければ、劇団を畳め」という条件で巧に金を貸し、2年間限定ではあるが経理も担当している。
金銭を顧みないまま演劇に没頭し、貧乏暮らしをこじらせて体を壊し、早世した父親がおり、そのことから演劇を快く思っていない。そのため、劇団にかかわっていながらも、巧や劇団員に対しては一線引いて接する。
劇団員とは一線引いた立ち位置を維持していることや、社会人として一般的な金銭感覚から劇団の経理に携わることなど、作者の有川は「司は自分がもっとも投影されたキャラクターである」としている。
春川 巧（はるかわ たくみ）
シアターフラッグ主宰、また脚本を担当する。愛称は「泣き虫主宰」。28歳。
幼少のころはいじめられっ子であり、そのために外出・登校しても息を潜めて生活するような子供であったが、これを心配した父親に、父親が関わっていた劇団のワークショップへ参加を勧められたことをきっかけに克服。また、演劇に没頭するようになった。
演劇一筋であったため、時間感覚や金銭感覚に疎く、脚本の締め切りを守らないなど、司にたびたびどやされている。
自らが作っていた演劇が、プロの声優である千歳に届いていたことに感激し、それまでの「楽しいだけでよい」演劇をやめる決意をするが、それによって劇団員の離反を招く。
羽田 千歳（はねだ ちとせ）
シアターフラッグ女優、愛称は「ディープインパクト」。25歳。
人気声優であり、子供のころから声優の仕事に携わっていたため、芸歴は長い。しかし、そのために自分の実力などさまざまな点に悩んでおり、その突破口としてシアターフラッグへの参加を決意する。結果的にシアターフラッグは分裂してしまったため、残ったメンバーからはその衝撃から「ディープインパクト」と評されるようになった。
モデルとなったのは前述のとおり沢城みゆきである。舞台化された際には沢城本人が千歳役を務めた。
早瀬 牧子（はやせ まきこ）
シアターフラッグ女優、愛称は「看板女優」。
黒川 勝人（くろかわ かつひと）
シアターフラッグ俳優、愛称は「熱血担当」。
秦泉寺 太志（じんぜんじ ふとし）
シアターフラッグ俳優、愛称は「丸いペシミスト」。
小宮山 了太（こみやま りょうた）
シアターフラッグ俳優、愛称は「二枚目担当」。
茅原 尚比古（かやはら なおひこ）
シアターフラッグ俳優、愛称は「ニックネーム・マスター」。
清水 スズ（しみず すず）
シアターフラッグ女優、愛称は「うっかりスズべえ」。25歳。
大野 ゆかり（おおの ゆかり）
シアターフラッグ女優、愛称は「なにわリアリスト」。
石丸 翼（いしまる つばさ）
シアターフラッグ俳優、愛称は「忠犬石丸」。25歳。
松本 優依（まつもと ゆい）
シアターフラッグ元女優。

### その他関係者
春川（母）
春川兄弟の母。電話会話のみの登場。現在は再婚相手の転勤に伴い、神戸に住んでいる。
仁志 マスミ（にし ますみ）
雑誌「月刊エンタメ」記者。

## 作中作
- 掃きだめトレジャー
- 行こう、遥かなるあの山へ
- 海より来たる夢の通い路
- 走れ！ボート部

## 既刊一覧
いずれもアスキー・メディアワークスより既刊。
- シアター! 2009年12月16日 ISBN 978-4-04-868221-3
- シアター!2 2011年1月25日 ISBN 978-4-04-870280-5
- 有川浩脚本集 もう一つのシアター! 2011年5月25日 ISBN 978-4-04-870588-2

## 舞台版 「もう一つのシアター!」
2011年1月、紀伊國屋ホールにて上演。
ストーリーは原作者自ら脚本も担当した書き下ろしのオリジナルで、後に脚本集として発売された。また、Theatre劇団子自身によって、2011年1月の公演がDVD化されている。
なお、この舞台には、劇団員の沢城みゆきの弟である沢城千春が客演しているが、その役の清田祐希も『三匹のおっさん』からのゲストキャラクターである。このキャラクターが追加されたのは、本作の公演に際して『三匹のおっさん』を出版する文藝春秋から多数の協力があったためである。

### あらすじ
借金返済に向けて奮闘するシアターフラッグに、地方公演の依頼が舞い込む。初めての地方公演に舞い上がる劇団員たちだったが、いざ会場に入って数々のトラブルに見舞われる。
「舞台小道具」と目張りしていたのに捨てられる小道具。届かない舞台セット。劇団紹介から声優・羽田千歳特集へとすりかえられた公演パンフレット。妨害と思しきトラブルに頭を抱える面々。
果たして、トラブルを乗り越え、初の地方公演を成功させることができるのか。そして、トラブルは妨害なのか。妨害の犯人、またその動機とは。

### キャスト
- 春川司：阿部丈二（演劇集団キャラメルボックスより客演）
- 春川巧：阿部英貴
- 羽田千歳：沢城みゆき
- 早瀬牧子：斉藤範子
- 黒川勝人：佐藤貴也
- 秦泉寺太志：島村比呂樹
- 小宮山了太：土橋健太
- 茅原尚比古：大原研二
- 清水スズ：白石悠佳
- 大野ゆかり：田澤佳代子
- 石丸翼：大高雄一郎
- 清田祐希：沢城千春（客演）
- 遠山：遠山昌司
- 竹中：竹中さやか
- 城田：城田和彦
- 冨田貫一：藤田直也（客演）
- 田沼絵理：涌井友子
- 田沼清一郎：大和田伸也（客演[注 5]）

### スタッフ
- 脚本・監修：有川浩
- 脚本設定・演出：石山英憲
- 企画・製作：Theatre劇団子
- 主催：ニッポン放送
- 協力：アスキー・メディアワークス、文藝春秋ほか